# Schizidium perplexum
Schizidium perplexum là một loài chân đều trong họ Armadillidiidae. Loài này được Vandel miêu tả khoa học năm 1957.